# Let's Get It Up
«Let's Get It Up» es una canción y un sencillo de la banda australiana de hard rock AC/DC, lanzado por primera vez en su álbum de 1981 For Those About to Rock (We Salute You), y más tarde como su primer sencillo.
Versiones en vivo de "Back In Black" y "T.N.T.", fueron lanzadas como lados B únicamente en la versión del Reino Unido, los cuales fueron grabados en Landover, Maryland, en diciembre de 1981. "T.N.T." sólo apareció en una edición limitada.

## Recepción
Al examinar el tema en el contexto de For Those About to Rock (We Salute You), Kurt Loder escribió: 

"Puede parecer difícil tomar en serio a un enano vestido con pantalones cortos de colegial como un guitarrista, pero si se escucha con atención el solo de Angus Young de Let's Get It Up, escuchará cómo sus raíces de blues brillan a través de la canción"

## Lista de canciones
Todas las letras escritas por Angus Young y Malcom Young, toda la música compuesta por AC/DC. 
| Lanzamiento promocional |        |          |  |
| N.º                     | Título | Duración |  |

## Personal
- Brian Johnson – voz
- Angus Young – guitarra
- Malcolm Young – guitarra rítmica, voz secundaria
- Cliff Williams – bajo, voz secundaria
- Phil Rudd – batería, percusión

## Posicionamiento en las listas
| Chart (1982)         | Posición |
| -------------------- | -------- |
| German Singles Chart | 33       |
| Pop Singles Chart    | 44       |